# Helga Arendt
Pour les articles homonymes, voir Arendt.
Helga Arendt (née le 24 avril 1964 à Cologne, et morte le 11 mars 2013 à Pulheim) est une athlète représentant l'Allemagne de l'Ouest spécialiste du 400 mètres.

## Biographie
En 1989, Helga Arendt remporte le titre sur 400 mètres lors des Championnats du monde en salle en 51 s 52. Elle devance l'Américaine Diane Dixon et la Canadienne Jillian Richardson.

### Palmarès
| Date | Compétition                    | Lieu     | Résultat | Performance |               |
| ---- | ------------------------------ | -------- | -------- | ----------- | ------------- |
| 1987 | Championnats d'Europe en salle | Liévin   | 4e       | 400 m       | 52 s 64       |
| 1987 | Championnats du monde          | Rome     | 5e       | 4 x 400 m   | 3 min 24 s 94 |
| 1988 | Championnats d'Europe en salle | Budapest | 2e       | 400 m       | 51 s 06       |
| 1988 | Jeux olympiques                | Séoul    | 7e       | 400 m       | 51 s 17       |
| 1988 | Jeux olympiques                | Séoul    | 4e       | 4 x 400 m   | 3 min 22 s 49 |
| 1989 | Championnats du monde en salle | Budapest | 1re      | 400 m       | 51 s 52       |
| 1990 | Championnats d'Europe          | Split    | 4e       | 4 x 400 m   | 3 min 25 s 12 |

### Records
| Épreuve    | Épreuve      | Performance | Lieu      | Date              |
| ---------- | ------------ | ----------- | --------- | ----------------- |
| 400 mètres | En plein air | 50 s 36     | Séoul     | 25 septembre 1998 |
| 400 mètres | En salle     | 50 s 84     | Karlsruhe | 7 février 1988    |